# ياكوب شوه
ياكوب شوه (بالألمانية: Jakob Schuh)‏ هو مخرج ألماني، ولد في 1959 في ميونخ في ألمانيا.

## وصلات خارجية
- ياكوب شوه على موقع IMDb (الإنجليزية)
- ياكوب شوه على موقع أول موفي (الإنجليزية)
- ياكوب شوه على موقع قاعدة بيانات الفيلم (الإنجليزية)
- ياكوب شوه على موقع كينوبويسك (الروسية)